# Pantógrafo (ferrovia)

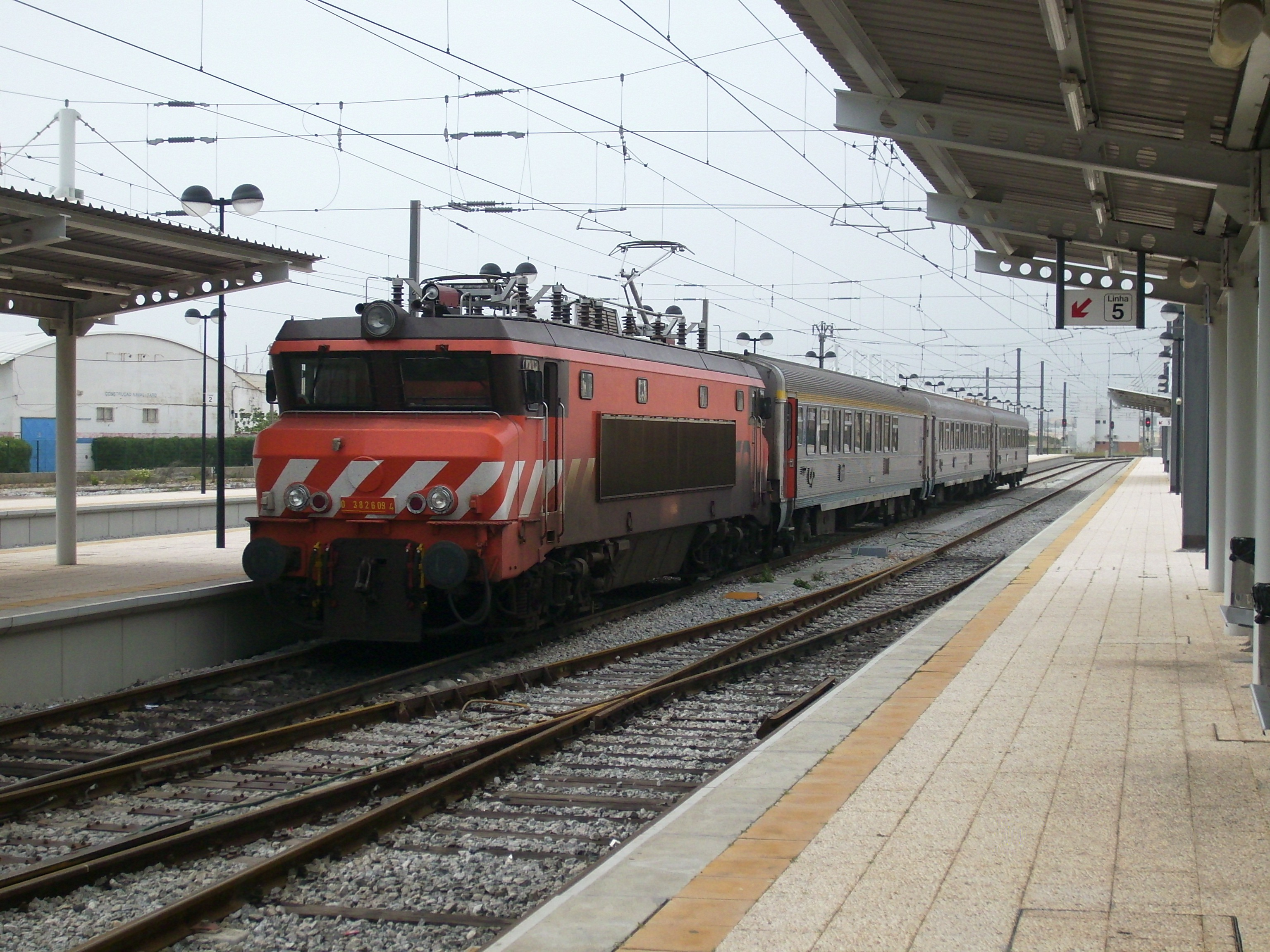
Locomotiva elétrica 2600 da CP com o pantógrafo em cima

Em ferrovias designa-se por pantógrafo o dispositivo montado no topo da locomotiva ou automotora, que os alimenta com corrente elétrica recolhida da catenária.
Habitualmente existem dois pantógrafos por locomotiva, sendo que em Portugal é levantado aquele que se encontra mais atrás na locomotiva, face ao sentido da marcha, para proteger os órgãos no tejadilho em caso de problemas com a catenária. Nas automotoras, o número de pantógrafos variam entre um a quatro por unidade e o pantógrafo em operação em automotoras de duplo pantógrafo segue a mesma regra que as locomotivas.

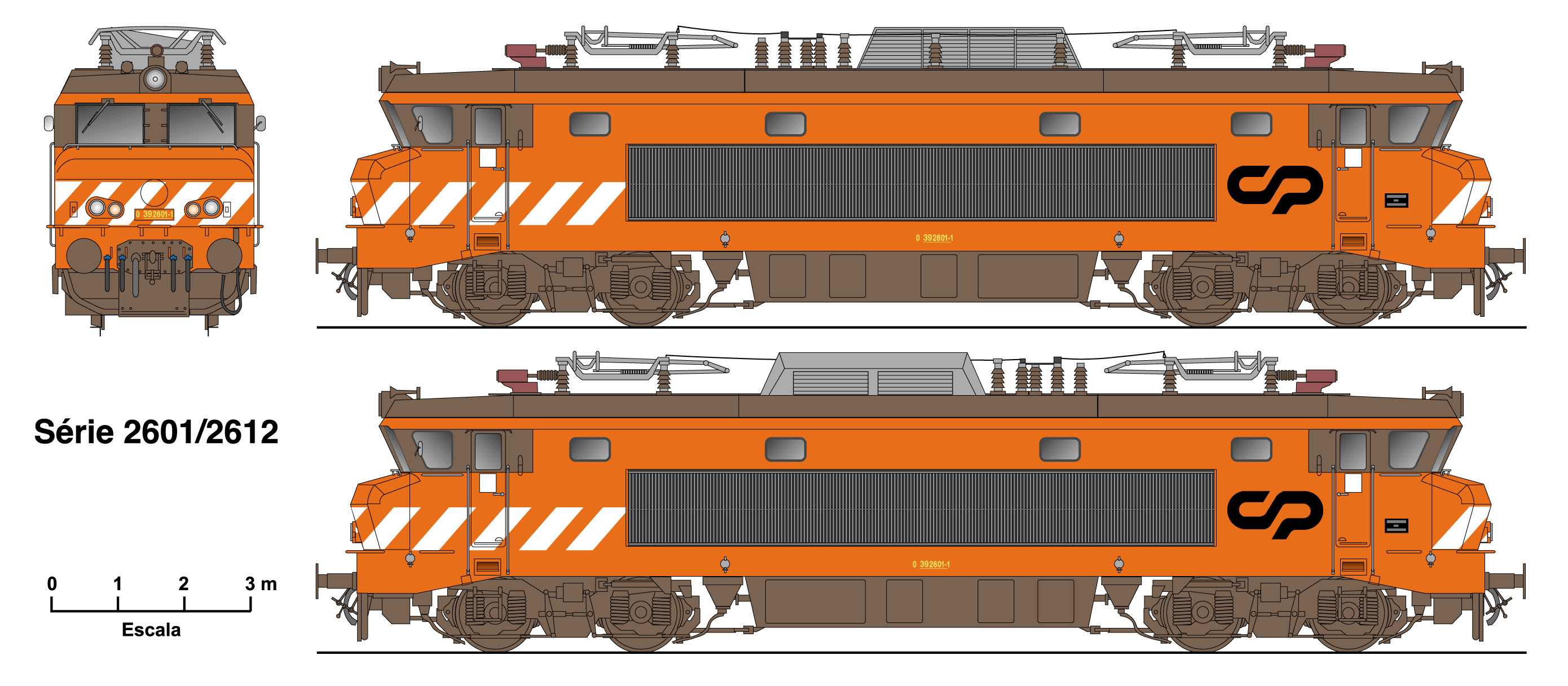
Esquema de uma locomotiva 2600, onde se podem ver os dois pantógrafos

Existem três tipos de pantógrafos mais usados: Os Romboidais, os Semi-romboidais e os dos bondes(pt-BR) ou eléctricos(pt-PT?).
Os pantógrafos romboidais são pantógrafos simétricos em forma de diamante. Eram os mais usados antigamente. São automáticos e levantados mecanicamente.
Os pantógrafos semirromboidais são pantógrafos com a forma de Z. São chamados de pantógrafos modernos, tendo substituído os romboidais e podem ser utilizados em velocidades superiores. São automáticos e levantados mecanicamente, pneumaticamente ou eletronicamente.
Os pantógrafos de elétricos, ou Trolley pole em Inglês, são constituídos por uma estaca levantada por uma mola que contém uma roda na extremidade. O cabo encaixa na escócia da roda e esta dirige o pantógrafo tal como os carris dirigem o elétrico. São manuais e a sua orientação pode ser invertida conforme a direção que o veículo tomará. A Carris trocou estes pantógrafos pelos semi-romboidais nos seus elétricos, por estes últimos serem menos "abrasivos" à catenária..[carece de fontes?]

## Tipos

### Primeiros desenvolvimentos

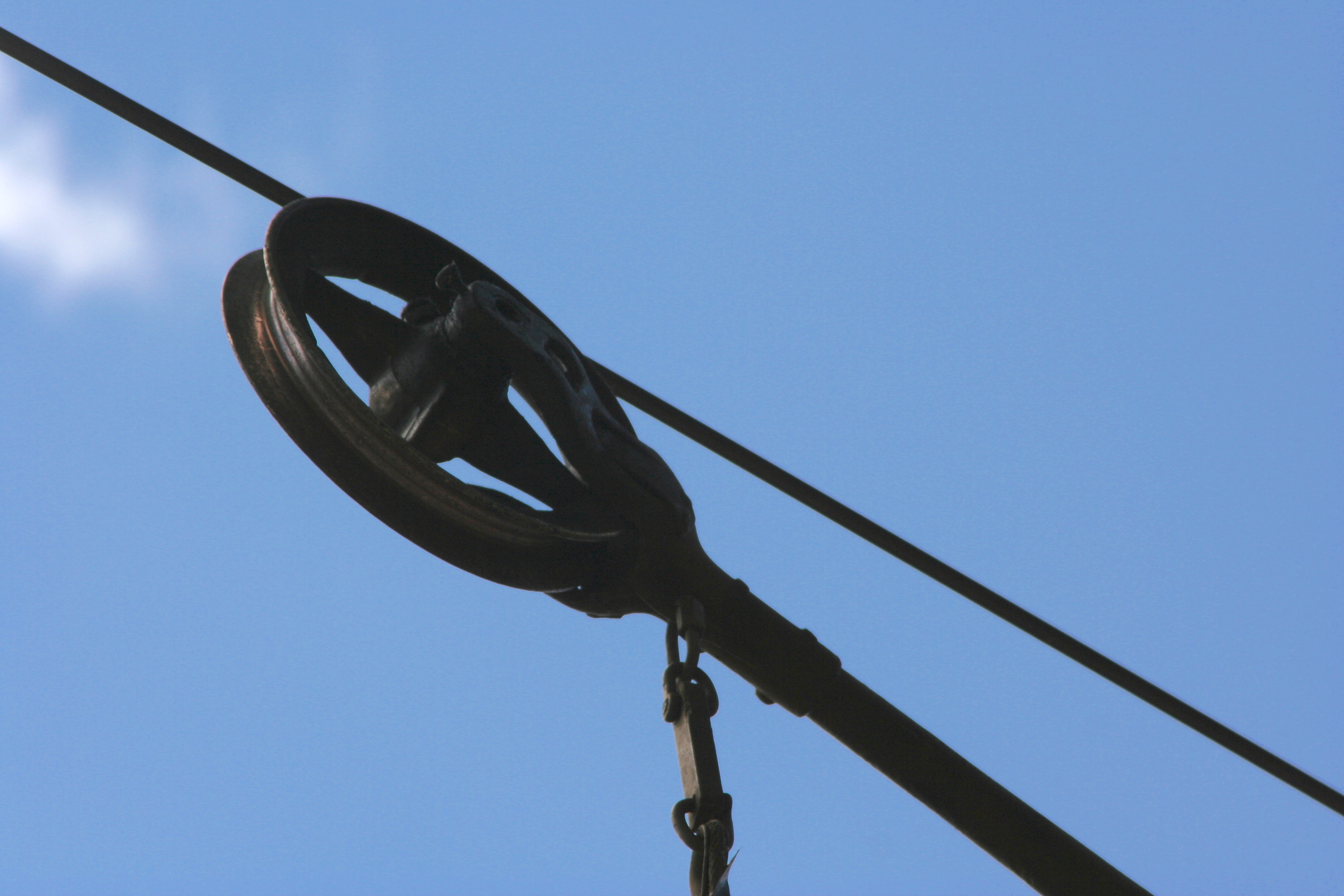
Vista de um antigo coletor de energia de um do TCRT No. 1300 de 1898 da Twin City Rapid Transit em Minnesota.

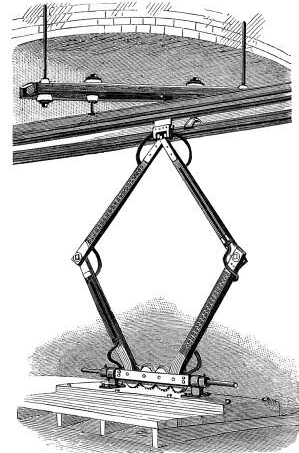
O antecessor dos pantógrafos modernos de 1895 das locomotivas elétricas da Baltimore & Ohio Railroad. O contato com a catenária era no final do formato de "∩".

O pantógrafos ferroviários foram uma forma derivada dos polos de contato dos bondes (português brasileiro) ou eléctricos (português europeu) e surgiram no século XIX. Os primeiros pantógrafos ferroviários idealizados apareceram em 1879  e foram inventados por Walter Reichel, engenheiro chefe da Siemens & Halske AG na Alemanha. Um pantógrafo de corrediça plana foi inventado em 1895 na Baltimore & Ohio Railroad.

#### Pantógrafos romboidais ou em forma de diamante
Esta forma familiar de pantógrafo foi inventada por John Q. Brown da empresa de transportes Key System para os seus trens comutadores que trafegavam entre São Francisco e a Baía Leste. Eles aparecem nas fotos do primeiro dia de serviço, em 26 de outubro de 1903. Este formato de diamante foi utilizados por décadas em sistemas ferroviários pelo mundo e ainda continuam em uso nos dias de hoje.

#### Pantógrafos assimétricos semirromboidais ou em forma de "Z"

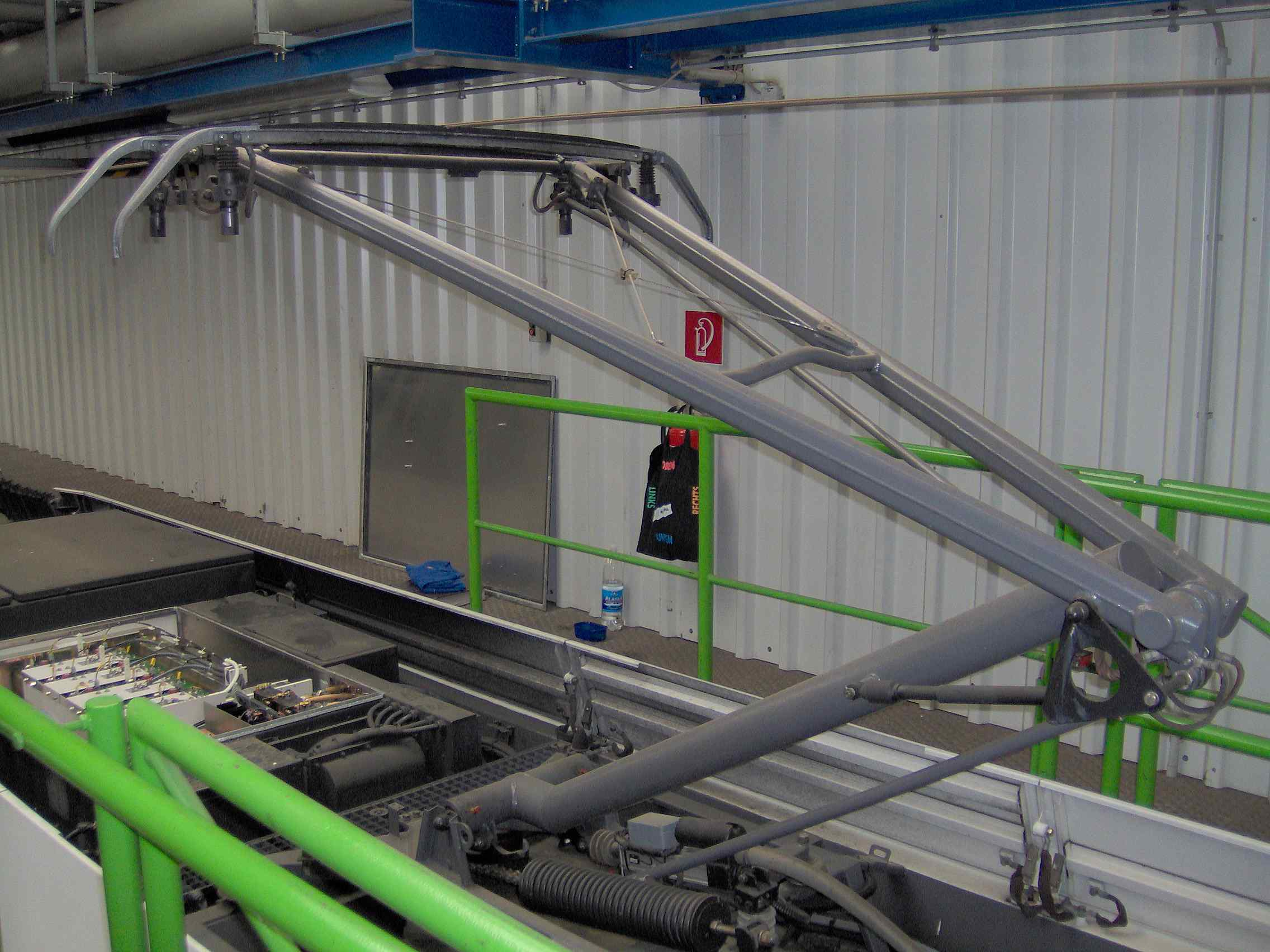
Um pantógrafo assimétrico de forma em "Z" em um da Straßenbahn Berlim.

A maioria dos pantógrafos em uso hoje são neste formato, que nada mais é que um braço articulado em forma de "Z", que mantém a extremidade em contato com a catenária, este tipo prove mais contato e resposta em altas velocidades. Foi inventado em 1955 por Louis Faiveley, sendo chamado também de Pantógrafo tipo Faiveley.